# 노부카타역
노부카타역(일본어: 延方駅)은 일본 이바라키현 이타코시에 위치한 동일본 여객철도 가시마 선의 철도역이다. 섬식 승강장 1면 2선의 구조를 갖춘 지상역이다.

## 타는 곳
| 1 · 2 | ■ 가시마 선 | 하행 | 가시마진구 방면                                                                                     |
| 1 · 2 | ■ 가시마 선 | 상행 | 이타코 · 사와라 · 나리타 · 지바 · 도쿄 · 시나가와 · 요코하마 방면 (나리타선·소부 쾌속선·요코스카선) |

## 역 주변
- 사와라 신용금고 이타코 지점

## 역사
- 1970년 8월 20일 : 일본국유철도의 역으로서 개업. 여객 취급만.
- 1987년 4월 1일 : 일본국유철도 분할 민영화에 의해, 동일본 여객철도가 승계.
- 2009년 3월 14일 : 도쿄 근교 구간에 편입되었다.

## 인접 역
| 동일본 여객철도 가시마 선   | 동일본 여객철도 가시마 선 | 동일본 여객철도 가시마 선            |
| --------------------------- | ------------------------- | ------------------------------------ |
| 아타코 사와라 · 가토리 방면 | ■ 가시마 선               | 가시마진구 가시마 사커 스타디움 방면 |